# روز ورزش

روز ورزش (به ژاپنی: 体育の日 Taiiku no hi) یکی از تعطیلات عمومی در ژاپن است.